# Тому, що ти є
«Тому, що ти є» — міський роман з елементами дохристиянської міфології української письменниці Дари Корній. Другий великий твір письменниці, здобув спеціальну відзнаку у конкурсі «Коронація слова — 2011» — «Вибір видавців». Написаний у жанрі міського фентезі. Вперше опублікований у 2012 році видавництвом «Клуб Сімейного Дозвілля». Перевиданий у 2018 році.

## Сюжет

#### Ідея роману та зміст
Ідея роману з'явилася після зустрічі з чоловіком, який втратив дружину внаслідок хвороби. Але не міг це прийняти, неначе жив у іншому світі, де вона була досі жива. Авторка поставила перед героями роману багато моральних дилем: наділила їх коханням та розділила смертю, прийняти яку й було потрібно головному герою. Сюжет наповнений повчальними притчами, казками, колисковими, поєднує реальність і містику. Дара Корній зображає звичайних реальних людей, яким пощастило пережити найсильніші почуття — взаємне кохання, сформоване на стосунках двох друзів, що на підсвідомому рівні відчували потяг одне до одного, необхідність бути поряд. Головні герої — Олександр та Оксана. Їхні життя проходили паралельно: ходили до одного дитячого садка та в один клас у школі. Потім на багато років їхні стежки розійшлися. Одна спільна ніч стала великою подією для всього життя. Після смерті коханої Сашко отримує шанс почати все спочатку, адже долями закоханих опікується володар часу Числобог. У романі «Тому, що ти є» існують також інші любові — це «любов» Сигізмунда, батька Влада, до своєї секретарки Поліни. Це манія садиста, який залишає на тілі жінки страшні рани, та любов Поліни до лікаря Сергія. Назви розділів та частин роману органічно доповнюють текст та коротко нагадують про головне в змісті: «Час», «Єдина», «Горобчик», «Майдан», «Ангел у білому», «Дивна» та інші.

#### Проблематика
Літературний критик Жанна Куява у рецензії на роман «Тому, що ти є» зазначила, що Дара Корній, крім теми кохання, «зачіпає важливі проблеми сьогодення: коли до вишів вступають „здебільшого грошові мішки зі зв'язками та престижними батьками“, коли бандитизм і безправ'я заправляє балом, коли життя — найцінніше, а „мати багатство ще не означає бути багатим“. Вічна тема соціальної нерівності, коли один — „дворянського роду“, інша — „із свинюшника задрипанка“, спільне нещасливе життя „заради дитини“, а також роки „перебудови“, „Студентська революція на граніті“, очікуване й непередбачуване, — усе це у романі про кохання, яке єднає і нищить, ощасливлює і засмучує, чорнить і осонцює, і все тому, що воно — є».
У романі «Тому, що ти є» Дара Корній також порушує проблему хвороби, зокрема божевілля. Божеволіє вбивця-Сигізмунд, накладаючи на себе руки в психлікарні. До цього ж закладу час від часу потрапляє його дружина. Але найголовніше — позбувається розуму головний герой Сашко.

## Персонажі
- Олександр Петрович (Сашко) — хірург. Ріс без батьків, із бабусею-вчителькою. Усе своє життя, ще із дитячого садка, кохав Оксану. Всі десять класів школи носив її портфель. Навіть два його (невдалих) шлюби не могли стерти справжнього почуття[5].
- Оксана Юріївна Кущинська — головна героїня роману, донька слідчого карного розшуку, тяжкохвора жінка. У юності — студентка-філолог, «дівчина з далекого волинського містечка», постає перед нами не як позитивний персонаж, а як імпульсивна, діловита, непокірна правилам жінка[3].
- Сірко-Кудлай (Семаргл) — бездомний пес, який рятує Оксану від самогубства на мосту Скупого кохання.
- Васелина Степанівна — бабуся Сашка, вчителька хімії.
- Рита та Орися — найкращі студентські подруги Оксани.
- Влад — студент-фізик, вродливий і перспективний, син проректора Сигізмунда Владиславовича та Ірени Георгіївни Брехів, закоханий в Оксану.
- Полінка — вродлива секретарка проректора, його утриманка, модниця. З бідної родини, виросла із мамою.

## Критика та рецензії
Роман знайшов відгук серед читачів: на Goodreads має рейтинг 4,05 із 5,00. Отримав ряд відгуків літературних критиків, літературознавців, письменників та журналістів. Проблематика роману досліджена у ряді наукових статей.

#### Рецензії
- Міла Іванцова. Мудрий роман про кохання[1]. Передмова.
- Жанна Куява. Тому, що ти є, сірий кольоре…[3]. Друг читача.
- Петро Домаха. Тому, що ти є, кохання[8]. Буквоїд.
- Оксана Корнієнко. Кохання, хвороба, життя і смерть у творчості Дари Корній.[5] Буквоїд.
- Тала Владмирова (Таміла Тарасенко). Кохання + час = новий міф?[9] Буквоїд.
- Микола Цибенко. Від сотворіння… часу і до…[6] Гоголівська Академія.

#### Наукові статті
- Романенко Л. В. Кохання у творчості Дари Корній (за романами «Гонихмарник» і «Тому, що ти є») / Л. В. Романенко // Вісник Маріупольського державного університету. Сер. : Філологія. — 2012. — Вип. 7. — С. 80-85. — Режим доступу: http://nbuv.gov.ua/UJRN/Vmdu_2012_7_13.
- Гурдуз А. І. Метагероїня романів Дари Корній / А. І. Гурдуз // Науковий вісник Миколаївського державного університету імені В. О. Сухомлинського. Серія: Філологічні на   уки. — 2015. — № 2. — С. 61-67. — Режим доступу: http://nbuv.gov.ua/UJRN/Nvmduf_2015_2_13.

## Цікаве
Після виходу роману «Тому, що ти є» прихильники фантастики присилали Дарі Корній листи з обуренням про те, що це звичайна плаксива любовна історія, а вони чекали фантастику.
Коли Дара Корній дописала щасливу кінцівку роману, вона не давала їй спокою. З інтерв'ю письменниці «Моторошне, дискомфортне відчуття переслідувало мене тривалий час. Довелося її змінити».
У романі часто зустрічається метафора «крилатості» з лейтмотивом спротиву «золотій клітці».